# Février 1915 (guerre mondiale)
janvier 1915 -  février 1915 - mars 1915
- 3 février : 
  - Échec de la première offensive de Suez menée par la 4e armée ottomane sur le canal de Suez grâce à la résistance des troupes britanniques des Indes appuyées par les flottes britanniques et françaises.

- 4 février : 
  - Le gouvernement impérial allemand proclame « zone de guerre », les eaux territoriales britanniques : début de la guerre sous-marine.

- 7 février : 
  - offensive allemande au sud-est des lacs Mazures dirigée par Hindenburg. Encerclés, les Russes se replient sur le Niémen le 22 février.

- 8 février :
  - Bombardement de Yalta par Le SMS Breslau.

- 10 février : 
  - Loi autorisant le relèvement à 3,5 milliards de francs de la limite d'émission des bons du Trésor.

- 16 février : 
  - Deuxième offensive alliée en Champagne pour empêcher tout transfert de troupes allemandes sur le front russe.

- 18 février : 
  - Annonce de l'annulation des Jeux olympiques de Berlin en 1916.

- 19 février :
  - Opération navale des Alliés aux Dardanelles.

- 20 février : 
  - Bombardement de Reims.